# Bartolomé de las Casas
Bartolomé de las Casas (1484 Sevilla – 17. červenec 1566 Madrid) byl misionář a dominikán španělského původu působící v Latinské Americe v době kolonialismu. Veřejnosti je znám zejména svojí kronikou nazvanou O zemí indijských pustošení a vylidňování zpráva nejstručnější (1552), v níž se zastává indiánů a podává svědectví o otřesných krutostech, které na nich conquistadoři páchali. Inspirován Ciceronem a jeho myšlenkami, se indiány snaží chránit. Las Casas tvrdí, že lidská racionalita je univerzálně společná všem lidem.
Španělský kardinál Ximenes udělil Las Casasovi titul »Ochránce Indijců« (španělsky Protector universal de todos los indios). Toto označení, jež pozdější dějiny daly Las Casasovi za nejčastější přídomek, bylo tenkrát míněno jako definice úředního poslání.
Působil jako biskup v mexické diecézi Chiapas. Město Ciudad Real bylo po něm přejmenováno na San Cristóbal de las Casas. V katolické církvi probíhá proces jeho blahořečení.

## Valladolidská disputace
Bartolomé de las Casas byl jedním z hlavních účastníků tzv. valladolidské disputace, což byla významná debata, které se odehrála mezi učenci v roce 1550 ve Valladolidu. V této debatě proti sobě stály dva tábory: jeden, reprezentovaný právě de las Casasem, zastával názor, že Indiáni jsou lidé stejně jako všichni ostatní a používání násilí proti nim je tedy nepřípustné. Druhý tábor, reprezentovaný především Juanem Ginésem de Sepúlveda oponoval tím, že indiánské mravy jsou barbarské a pokleslé, a použití násilí proti nim je oprávněné, protože si se Španěly nejsou rovni a jen tímto způsobem se mohou civilizovat.

## O zemí indijských pustošení a vylidňování zpráva nejstručnější
Kniha O zemí indijských pustošení a vylidňování zpráva nejstručnější (španělsky Brevísima relación de la destrucción de las Indias) byla původně – roku 1542 – napsána pro jediného čtenáře, pro císaře Karla V., krále španělského. Tiskem vyšla po prvé roku 1552 a otřásla tehdejším světem, neboť vyjevila, co se skrývá za slovy „objevování Nového světa“, a vznesla na slavné conquistadory obžalobu z patnácti miliónů vražd, z plenění a pustošení, mučení a loupení – ze zločinů které obracejí v poušť „Země Indijské“ (rozuměj: americké). 